# Sphenotoma drummondii
Sphenotoma drummondii är en ljungväxtart som först beskrevs av George Bentham, och fick sitt nu gällande namn av Ferdinand von Mueller. Sphenotoma drummondii ingår i släktet Sphenotoma och familjen ljungväxter. Inga underarter finns listade i Catalogue of Life.